# James Jones (cestista)
James Andrew Jones (Miami, 4 ottobre 1980) è un dirigente sportivo ed ex cestista statunitense, attualmente senior advisor dei Phoenix Suns.

## Carriera

### High school
Jones è stato per 4 anni un letterman alla American High School di Hialeah, Florida. Ha mantenuto medie di 25,2 punti, 12 rimbalzi, 2,5 assist, 2 palle rubate e 6 stoppate a partita nel suo anno da senior, guadagnandosi l'inserimento nel First-team All-State e nel First-team All-Dade. È stato inoltre nominato come Class 6A Player of the Year e come Miami Herald Boys' Basketball Player of the Year. Jones è stato l'MVP della squadra nei suoi anni da junior e da senior e una volta ha messo a referto 16 stoppate in una partita.

### College
Jones ha giocato a basket al college per i Miami Hurricanes dell'Università di Miami dal 1999 al 2003. Durante la sua permanenza a Miami si è laureato in finanza, è stato membro della National Honor Society, ed ha avuto 3.41 grade point di media. Ha giocato 33 partite, marcando 3,9 punti e 1,9 rimbalzi a partita durante il suo anno come freshman nel 1999. Ha giocato come titolare tutte le 29 partite degli Hurricanes nel suo anno da sophomore, avendo 11,9 punti, 5,9 rimbalzi, 1,2 assist, 1,2 palle rubate e 1,6 stoppate di media a partita. Jones è stato il miglior tiratore da tre punti della sua squadra, tirando 41-87 da oltre l'arco, con una media del 47,1%. Ha giocato come titolare tutte le 31 partite degli Hurricanes nel suo anno da junior, avendo 12,8 punti, 6,3 rimbalzi, 1,5 assist, 2,4 stoppate e 1,3 palle rubate per partita, guadagnandosi una selezione nel Third-team All-Big East e il riconoscimento di 2002 Verizon Academic All-District III. Ha giocato come titolare tutte le 28 partite degli Hurricanes nel suo anno da senior, mantenendo 16,9 punti, 6,0 rimbalzi, 1,8 assist, 1,6 palle rubate e 1,8 stoppate a partita, guadagnandosi una Honorable Mention per l'All-Big East e una selezione nel Second-team Verizon Academic All-American. Jones è stato il miglior rimbalzista e stoppatore della squadra nel suo anno da senior.
In totale ha giocato 122 partite al college, di cui 89 come titolare, ed ha avuto delle medie di 11,1 punti, 5,0 rimbalzi, 1,2 assist, 1,1 palle rubate e 1,6 stoppate a partita. Ha giocato come titolare 89 partite consecutive tra la stagione 2000–01 e la 2002–03. Ha inoltre guadagnato riconoscimenti come Big East All-Academic in tutte le quattro stagioni al college ed è stato il primo Hurricane ad essere selezionato come Verizon Academic All-American.  È stato introdotto nella University of Miami Sports Hall of Fame nel 2014.

### NBA

#### Indiana Pacers
Al Draft NBA 2003 viene selezionato con la 49ª scelta assoluta dagli Indiana Pacers. In totale la sua stagione da rookie, 2003-04, ha giocato solamente 26 minuti divisi su sei partite e ha slatato 66 partite a causa di vari infortuni che lo tormentarono. Per le restanti dieci partite non ha giocato a causa delle decisioni dell'allenatore.
Jones ha giocato in 75 partite, di cui 24 come titolare, per i Pacers durante la stagione 2004-05, segnando 4,9 punti di media a partita mentre si classificò 25º nell'intera NBA e primo della sua squadra per percentuale di tiro da tre punti: 39,8%. Durante questa seconda stagione in Indiana i suoi minuti si sono alzati grazie a una rissa tra i giocatori dei Pacers e quelli dei Detroit Pistons, che ha coinvolto anche alcuni tifosi, datata 19 novembre 2004, che ha causato la squalifica dell'ala piccola Ron Artest per il restodella stagione e della guardia tiratrice Stephen Jackson per 30 partite. Jones non ha giocato per decisione dell'allenatore in sette occasioni. Ha segnato un career-high di 27 punti, con 10-14 al tiro e 6-9 nel tiro da tre, il 28 novembre 2004, contro i Seattle SuperSonics.

#### Phoenix Suns
Dopo due stagioni in maglia Pacers passa ai Phoenix Suns, il 25 agosto 2005, in cambio di una scelta al secondo giro del Draft NBA 2008, che si convertirà in Mike tayolor. Durante la sua prima stagione, 2005-06, gioca 75 partite, di cui 24 come titolare, riuscendo a chiudere la stagione con una media di 9,3 punti, massimo in carriera per Jones, e 3,4 rimbalzi in 23,6 minuti per partita. nel suo primo anno in Arizona ha saltato 7 partite a causa di infortuni. La percentuale di palle perse di Jones, 5,23 palle perse per 100 possessi, nella stagione 2005–06 fu un record per l'NBA come più bassa percentuale di turnover per una singola stagione. Attualmente è scivolata all'ottavo posto, al termine della stagione 2018-19. I di dati certi per i turnover nell'NBA cominciano comunque dalla stagione 1977-78.
Jones ha giocato in 76 partite, di cui 7 dall'inizio, per i Suns durante la stagione 2006-07, mantenendo 6,4 punti e 2,3 rimbalzi in 18,1 di media a partita. Non ha giocato per decisione dell'allenatore 7 volte. Jones ha segnato 45 tiri liberi consecutivi dal 5 gennaio al 29 marzo, la più lunga strisci a di liberi consecutivi segnati della stagione NBA 2006–07.

#### Portand Trail Blazers
nel giugno 2007, Jones è stato scambiato coi Portland Trail Blazers con i diritti per Rudy Fernández, scelta numero 24 del Draft NBA 2007, in cambio di una somma di denaro. A fine gennaio 2008, Jones era il miglior tiratore da 3 punti della lega per percentuale, leggermente al disopra del 50%. ha dovuto saltare 12 partite per un infortunio al ginocchio fra il 4 e il 27 febbraio. Ha saltato 12 partite anche nel novembre 2007 sempre a causa di problemi al ginocchio, risultando per 5 partite nella lista degli inattivi e lasciato a riposo per 7 volte per decisione dell'allenatore. Jones ha finito la stagione 2007-08 terzo nella lega per percentuale di tiro da 3 punti, con una media del 44.4%. Nonostante le sue buone percentuali non fu selezionato quell'anno per il Three-Point Shootout dell'NBA All-Star Weekend 2008, a causa anche dei fan dei Trail Blazers. ha giocato 58 partite, di cui 3 come titolare, durante la stagione, mettendo a referto 8.0 punti e 2.8 rimbalzi in 22.0 minuti di media a partita. I Trail Blazers hanno finito la stagione 2007–08 con un record di 41–41. Questa fu l'unica stagione nella carriera in NBA di Jones nella quale fallì l'accesso ai playoff. Non era inoltre mai stato in una squadra con un record non positivo. Il 26 giugno 2008 ha usato la sua opzione giocatore per liberarsi dal suo contratto con i Trail Blazers, rendendosi un free-agent per la off-season.

#### Miami Heat

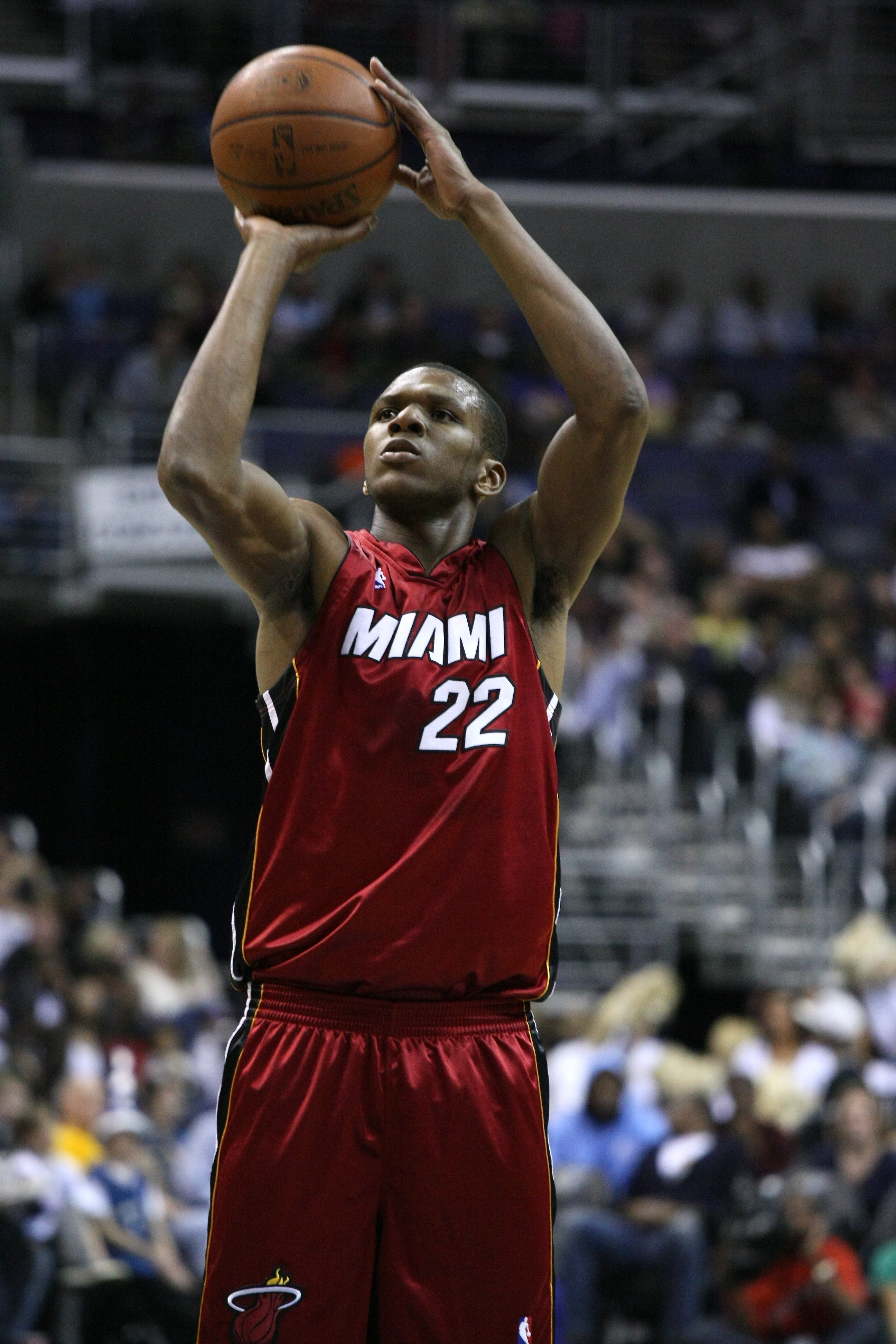
Jones in azione con i Miami Heat

Il 9 luglio 2008, Jones ha firmato un contratto con la squadra della sua città, i Miami Heat. Ha guadagnato 4 milioni di dollari nel suo primo anno di un contratto di 5, valevole fino a 23.2 milioni. I primi due anni erano garantiti, mentre gli altri 3 erano a opzione di Jones o della squadra. ha giocato in 40 partite, di cui una da titolare, per gli Heat durante la stagione 2008-09 ha mantenuto medie di 4.2 punti e 1.6 rimbalzi in 15.8 minuti a partita. Jones ha saltato 36 partite a causa di un infortunio al polso destro e ne ha saltate 6 per decisione del coach. Ha giocato da titolare tutte le sette partite degli Heat ai playoff quella stagione. Ha completato due giocate da 4 punti nel giro di 11 secondi in una sconfitta ai playoff con gli Atlanta Hawks il 29 aprile 2009.
Ha giocato 36 partite, di cui 6 da titolare, per la squadra nella stagione 2009-10, segnando 4,1 punti e 1,3 rimbalzi in 14,0 minuti di media a partita. ha saltato una partita a causa di un virus intestinale e 35 per decisione dello staff. Jones era disponibile ma segnato nella lista inattivi in 10 occasioni.
Il 29 giugno 2010 è stato rilasciato dalla squadra per liberare il salary cap di 400,000 dollari. Il 19 luglio 2010 Jones è stato però messo sotto contratto dagli Heat per il minimo salariale. ha giocato 81 partite, di cui 8 come titolare, per gli Heat durante la stagione 2010-11, marcando 5,9 punti e 2,0 rimbalzi in 19,1 minuti di media a partita. Ha saltato una partita per decisione dell'allenatore. Jones fu il giocatore con più presenze per gli Heat con 81 partite giocate, il giocatore con più tiri da tre punti realizzati con 123e tentati con 287 e quello con più sfondamenti ricevuti con 29. Ha finito settimo nella NBA per percentuale di tiro da tre punti con il 42,9%.  Ha avuto inoltre la minor percentuale di turnover durante la stagione, commettendo in media 5,27 turnover ogni 100 possessi. Questa fu allora la seconda miglior prestazione per questa statistica nella storia dell'NBA, dietro solo al record dello stesso Jones di 5,23 della stagione 2005-06. Il 19 febbraio 2011 ha vinto il Three-Point Shootout a Los Angeles, allo Staples Center, durante l'All Star Weekend. Jones segno il suo career-high ai playoff con 25 punti, tirando 5-7 dai 3 punti e 10-10 ai tiri liberi, il 1º maggio 2011, contro i Boston Celtics. Gli Heat riuscirono a raggiungere le Finali NBA 2011 dove vennero sconfitti dai Dallas Mavericks per 4 partite a 2.
Il 9 dicembre 2011 firma con gli Heat un contratto di tre anni valevole 4.5 milioni di dollari. nella stagione 2011-12 un impressionante peefcorso di successi culminerà nel primo titolo NBA per Jones, secondo per la franchigia, siccome sconfissero glio Oklahoma City Thunder nelle Finali NBA 2012, 4 partite a 1. jones giocò 51 partite, di cui 10 da titolare, per gli Heat durante quella stagione avendo di media 3,6 punti e 1,0 rimbalzi in 13,1 minuti a partita. Non giocò per decisione dei coach per 15 volte. Nel Three-Point Shootout 2012, a Orlando, finì' terzo, dietro a Kevin Love e a Kevin Durant, quest'ultimo battuto poi alle finali per il titolo NBA.
Jones ha giocato 38 partite per gli Heat durante le stagione 2012-13, segnanod 1,6 punti e 0,6 rimbalzi in 5,8 minuti di media a partita. Non ha giocato per decisione dell'allenatore in 43 occasioni e ha saltato un'ulteriore partita per problemi personali. Ha vinto il suo secondo titolo quell'anno, quando gli Heat batterono i San Antonio Spurs in sette partite. Questa serie finale viene spesso ricordata grazie ad uno spettacolare tiro da 3 punti di Ray Allen sul finire di gara 6 che permise agli Heat di allungare la serie ed infine di vincerla in casa in gara 7.
Nella stagione 2013-14, gli Heat raggiunsero ancora le Finali NBA, marcando così la loro presenza nella quarta serie finale consecutiva. Miami si dovette confrontare ancora con gli Spurs ma questa volta persero in 5 partite. Jones giocò 20 partite, di cui 6 da titolare, durante la stagione, segnando 4.9 punti e 1.2 rimbalzi in 11.8 minuti di media a partita. È stato nella lista degli inattivi per 21 partite.

#### Cleveland Cavaliers
Nella stagione 2014-2015 passa ai Cleveland Cavaliers assieme al suo compagno LeBron James. Alla prima stagione in maglia Cavaliers raggiunge le Finals (poi perse contro i Golden State Warriors di Stephen Curry).
La stagione successiva si laurea nuovamente campione il 19 giugno 2016 vincendo il suo terzo anello dopo aver battuto in gara 7 i Golden State Warriors.
È uno dei due giocatori, insieme e soprattutto grazie a LeBron James, in grado di raggiungere sette finali consecutive senza far parte dei Boston Celtics che dominarono la Lega a cavallo fra gli anni '50 e '60.

## Statistiche
| † | Denota le stagioni in cui ha vinto il titolo |
| * | Primo nella lega                             |

### NCAA
| Anno      | Squadra          | PG  | PT | MP   | TC%  | 3P%  | TL%  | RP  | AP  | PRP | SP  | PP   |
| --------- | ---------------- | --- | -- | ---- | ---- | ---- | ---- | --- | --- | --- | --- | ---- |
| 1999-2000 | Miami Hurricanes | 33  | -  | 12,8 | 42,6 | 31,3 | 83,3 | 1,9 | 0,3 | 0,5 | 0,5 | 3,9  |
| 2000-2001 | Miami Hurricanes | 29  | -  | 31,8 | 42,8 | 47,1 | 81,1 | 5,9 | 1,2 | 1,2 | 1,6 | 11,9 |
| 2001-2002 | Miami Hurricanes | 32  | -  | 32,8 | 40,1 | 31,4 | 84,1 | 6,3 | 1,5 | 1,3 | 2,4 | 12,8 |
| 2002-2003 | Miami Hurricanes | 28  | 28 | 34,2 | 44,7 | 40,0 | 83,1 | 6,0 | 1,8 | 1,6 | 1,8 | 16,9 |
| Carriera  | Carriera         | 122 | 28 | 27,5 | 42,6 | 38,3 | 83,1 | 5,0 | 1,2 | 1,1 | 1,6 | 11,1 |

### NBA

#### Regular season
| Anno       | Squadra             | PG  | PT | MP   | TC%  | 3P%  | TL%  | RP  | AP  | PRP | SP  | PP  |
| ---------- | ------------------- | --- | -- | ---- | ---- | ---- | ---- | --- | --- | --- | --- | --- |
| 2003-2004  | Indiana Pacers      | 6   | 0  | 4,3  | 22,2 | 25,0 | 100  | 0,3 | 0,0 | 0,2 | 0,0 | 1,2 |
| 2004-2005  | Indiana Pacers      | 75  | 24 | 17,7 | 39,6 | 39,8 | 85,5 | 2,3 | 0,8 | 0,4 | 0,4 | 4,9 |
| 2005-2006  | Phoenix Suns        | 75  | 24 | 23,6 | 41,8 | 38,6 | 85,1 | 3,4 | 0,8 | 0,5 | 0,7 | 9,3 |
| 2006-2007  | Phoenix Suns        | 76  | 7  | 18,1 | 36,8 | 37,8 | 87,7 | 2,3 | 0,6 | 0,4 | 0,6 | 6,4 |
| 2007-2008  | Portland T. Blazers | 58  | 3  | 22,0 | 43,7 | 44,4 | 87,8 | 2,8 | 0,6 | 0,4 | 0,3 | 8,0 |
| 2008-2009  | Miami Heat          | 40  | 1  | 15,8 | 36,9 | 34,4 | 83,9 | 1,6 | 0,5 | 0,3 | 0,4 | 4,2 |
| 2009-2010  | Miami Heat          | 36  | 6  | 14,0 | 36,1 | 41,1 | 82,1 | 1,3 | 0,5 | 0,3 | 0,1 | 4,1 |
| 2010-2011  | Miami Heat          | 81  | 8  | 19,1 | 42,2 | 42,9 | 83,3 | 2,0 | 0,5 | 0,4 | 0,2 | 5,9 |
| 2011-2012† | Miami Heat          | 51  | 10 | 13,1 | 38,0 | 40,4 | 83,3 | 1,0 | 0,4 | 0,3 | 0,2 | 3,6 |
| 2012-2013† | Miami Heat          | 38  | 0  | 5,8  | 34,4 | 30,2 | 50,0 | 0,6 | 0,3 | 0,1 | 0,2 | 1,6 |
| 2013-2014  | Miami Heat          | 20  | 6  | 11,8 | 45,6 | 51,9 | 63,6 | 1,2 | 0,5 | 0,2 | 0,2 | 4,9 |
| 2014-2015  | Cleveland Cavaliers | 57  | 2  | 11,7 | 36,8 | 36,0 | 84,8 | 1,1 | 0,4 | 0,2 | 0,1 | 4,4 |
| 2015-2016† | Cleveland Cavaliers | 48  | 0  | 9,6  | 40,8 | 39,4 | 80,8 | 1,0 | 0,3 | 0,2 | 0,2 | 3,7 |
| 2016-2017  | Cleveland Cavaliers | 48  | 2  | 7,9  | 47,8 | 47,0 | 65,0 | 0,8 | 0,3 | 0,1 | 0,2 | 2,8 |
| Carriera   | Carriera            | 709 | 93 | 15,7 | 40,1 | 40,1 | 84,0 | 1,8 | 0,5 | 0,3 | 0,3 | 5,2 |

#### Play-off
| Anno     | Squadra             | PG  | PT | MP   | TC%  | 3P%  | TL%  | RP  | AP  | PRP | SP  | PP  |
| -------- | ------------------- | --- | -- | ---- | ---- | ---- | ---- | --- | --- | --- | --- | --- |
| 2005     | Indiana Pacers      | 13  | 0  | 16,5 | 41,3 | 40,0 | 44,4 | 2,1 | 0,8 | 0,5 | 0,5 | 4,0 |
| 2006     | Phoenix Suns        | 20  | 6  | 17,7 | 34,1 | 30,8 | 84,6 | 3,6 | 0,3 | 0,3 | 0,9 | 4,3 |
| 2007     | Phoenix Suns        | 11  | 6  | 15,5 | 52,8 | 44,4 | 81,8 | 1,4 | 0,3 | 0,2 | 0,2 | 5,0 |
| 2009     | Miami Heat          | 7   | 7  | 33,6 | 53,1 | 50,0 | 91,7 | 2,3 | 0,7 | 0,4 | 0,1 | 9,6 |
| 2010     | Miami Heat          | 1   | 0  | 9,0  | 0,0  | -    | 100  | 0,0 | 0,0 | 0,0 | 0,0 | 2,0 |
| 2011     | Miami Heat          | 12  | 0  | 22,7 | 47,1 | 45,9 | 100* | 2,5 | 0,2 | 0,5 | 0,2 | 6,5 |
| 2012†    | Miami Heat          | 20  | 0  | 8,7  | 37,2 | 30,0 | 100* | 1,0 | 0,1 | 0,2 | 0,1 | 2,6 |
| 2013†    | Miami Heat          | 9   | 0  | 3,7  | 42,9 | 75,0 | -    | 0,3 | 0,0 | 0,0 | 0,1 | 1,0 |
| 2014     | Miami Heat          | 15  | 0  | 8,4  | 45,0 | 46,9 | 66,7 | 0,7 | 0,3 | 0,2 | 0,1 | 3,5 |
| 2015     | Cleveland Cavaliers | 20  | 0  | 15,6 | 34,7 | 34,4 | 92,9 | 1,5 | 0,5 | 0,4 | 0,2 | 4,4 |
| 2016†    | Cleveland Cavaliers | 12  | 0  | 4,6  | 20,0 | 14,3 | 25,0 | 0,3 | 0,3 | 0,0 | 0,0 | 0,5 |
| 2017     | Cleveland Cavaliers | 8   | 0  | 3,8  | 20,0 | 0,0  | -    | 0,5 | 0,0 | 0,0 | 0,0 | 0,3 |
| Carriera | Carriera            | 148 | 19 | 13,4 | 40,4 | 38,7 | 84,5 | 1,6 | 0,3 | 0,3 | 0,3 | 3,7 |

#### Massimi in carriera
- Massimo di punti: 27 vs Seattle SuperSonics (28 novembre 2004)[38]
- Massimo di rimbalzi: 12 vs Orlando Magic (20 novembre 2004)
- Massimo di assist: 5 (2 volte)
- Massimo di palle rubate: 4 vs Detroit Pistons (8 aprile 2012)
- Massimo di stoppate: 6 vs Dallas Mavericks (26 maggio 2006)
- Massimo di minuti giocati: 47 vs Dallas Mavericks (1º novembre 2005)

## Palmarès

### Squadra
- Campionato NBA: 3

Miami Heat: 2012, 2013
Cleveland Cavaliers: 2016
- NBA Three-point Shootout: 2011

### Individuale
- NBA Executive of the Year Award: 2020-21

### Record
- Unico giocatore nella storia della NBA a giocare 7 NBA Finals consecutive (record condiviso con LeBron James).
- Uno dei due giocatori, insieme a LeBron James, a giocare 7 NBA Finals consecutive con due squadre diverse nella storia della NBA.
- Uno dei due giocatori, insieme a Leandro Barbosa, a vincere per due volte una serie di play-off dopo essere stato sotto per 3-1 (Phoenix Suns 2006, Cleveland Cavaliers 2016).